# Пуща (Неполомиці)
Міський спортивний клуб «Пуща» Неполомиці (пол. Miejski Klub Sportowy Puszcza Niepołomice) — польський футбольний клуб із Неполомиць, заснований у 1923 році. Виступає у Першій лізі. Домашні матчі приймає на Міському стадіоні, місткістю 2 118 глядачів.

## Історія
У 1923 році створено клуби «Неполом'янка» та ЗКС «Пуща». Другий у 1926 році припинив виступи та був об'єднаний з першим під назвою АСК «Неполом'янка».
У 1930 році клуб перейменований на «Стшелець» та розпочав виступи у Клясі С.
У роки Другої світової війни клуб не виступав та відновлений у 1945 році.
У 1948 році перейменований на МСК «Пуща».
У 2013 році клуб дебютував у Першій лізі.
11 червня 2023 року в рік свого сторіччя переміг у плей-оф Першої ліги та здобув право виступати в Екстраклясі сезону 2023–24.